# Xbox Wireless Controller

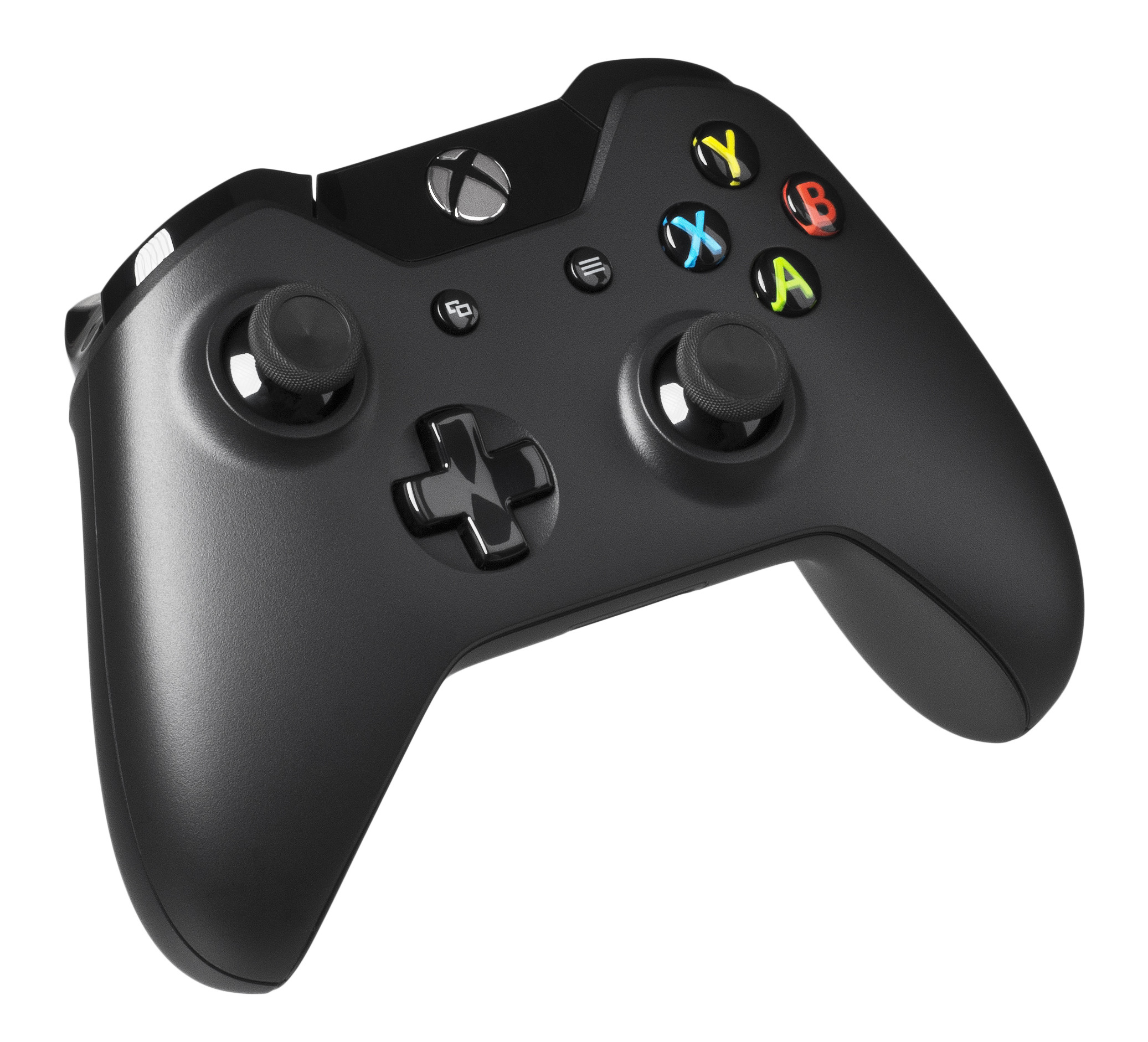
Xbox One Wireless Controller

Der Xbox Wireless Controller ist der primäre Gamecontroller für die Heimvideospielkonsolen Xbox One und Xbox Series. Er wird auch für die Verwendung in Windows-basierten PCs vermarktet und ist mit anderen Betriebssystemen wie macOS, Linux, iOS und Android kompatibel. Der Controller behält das Gesamtlayout des Xbox-360-Controllers bei, verfügt aber über verschiedene Designverbesserungen, wie zum Beispiel eine überarbeitete Form, neu gestaltete Analogsticks, Schultertasten und Trigger sowie neue Rumble-Motoren in den Triggern, die ein direktionales haptisches Feedback ermöglichen.
Es gab drei Revisionen mit mehreren Änderungen am Design und der Funktionalität des Controllers. Microsoft vertreibt auch den Elite Wireless Controller, eine Premium-Version, die sich an professionelle Gamer richtet und über austauschbare Teile und Programmierbarkeit verfügt. Jede der genannten Varianten wurde wiederum in verschiedenen Farbschemata angeboten, einige mit speziellen Designs, die sich auf bestimmte Spiele beziehen. Mit der Xbox Series wurde eine aktualisierte Version des Controllers eingeführt.
Im Rahmen einer Partnerschaft zwischen Microsoft und Oculus VR war im Bundle mit dem Virtual-Reality-Headset Oculus Rift CV1 zunächst ein Xbox-One-Controller enthalten, bis zur Einführung der Oculus-Touch-Motion-Controller.

## Layout
Der Xbox-One-Controller behält ungefähr das gleiche Layout wie der Xbox-360-Controller, einschließlich vier Haupttasten, zwei Schulterbuttons, zwei analogen Trigger, zwei analogen Sticks und einem digitalen D-Pad. Die Tasten „Start“ und „Zurück“ werden durch die Tasten „Menü“ und „Ansicht“ ersetzt, während die Guide-Taste nun aus einem weiß hinterleuchteten Xbox-Logo besteht und nicht mehr über den „Leuchtring“ verfügt, der als Anzeige für die dem Controller zugewiesene Nummer (1 bis 4) diente.

## Design
Microsoft investierte über 100 Millionen Dollar in die Verfeinerung des Controller-Designs für die Xbox One. Interne Designer hatten Prototypen mit verschiedenen Optimierungen und Verfeinerungen des Designs gegenüber dem Xbox-360-Controller erstellt, darunter auch solche mit unorthodoxen Funktionen wie eingebetteten Bildschirmen und Lautsprechern (die aufgrund ihrer Auswirkungen auf die Akkulaufzeit und der Redundanz zum Hauptdisplay und Soundsystem abgelehnt wurden) und der Fähigkeit, Gerüche abzugeben.
Der Xbox-One-Controller behält das allgemeine Layout des Xbox-360-Controllers bei, bietet aber Verbesserungen wie neu gestaltete Griffe, eine glattere Verarbeitung und die Entfernung des hervorstehenden Batteriefachs. Der Controller enthält auch Lichtemitter, die es ermöglichen, ihn mit dem Kinect-Sensor zu verfolgen und zu koppeln und zu erkennen, wenn er nicht gehalten wird, um automatisch in einen stromsparenden Zustand zu wechseln. Der Controller verfügt über einen Micro-USB-Anschluss, der den kabelgebundenen Einsatz des Controllers mit der Konsole oder auf Computern mit Windows 7 oder höher mit Treibern und Firmware-Updates ermöglicht. Für die Kommunikation verwendet der Controller ein neues, proprietäres Protokoll mit einer größeren Bandbreite als das vom Xbox-360-Controller verwendete Wireless-Protokoll, was die Latenzzeit reduziert und eine höhere Audioqualität des Headsets ermöglicht.
Die Analogsticks haben einen neuen texturierten Rand, während das D-Pad geändert wurde, um ein traditionelleres 4-Wege-Design anstelle des runden 8-Wege-Designs des 360-Controllers zu verwenden. Diese Änderung wurde teilweise aufgrund der Kritik von Spielern von Kampfspielen vorgenommen, die trotz der Verwendung von „Sweeps“ über das D-Pad in diesen Spielen, die Teil der Motivation für das 8-Wege-Design war, der Meinung waren, dass das D-Pad der Xbox 360 in dieser Art von Spielen schlecht funktioniert. Das aktualisierte 4-Wege-Design eignet sich auch besser für die Verwendung als Einzeltasten in Spielen, die sie für die Auswahl von Elementen verwenden. Das Design der Facebuttons wurde überarbeitet, um ihre Lesbarkeit zu verbessern. Dabei wurde ein dreischichtiges Design verwendet, das aus einem schwarzen Hintergrund, einem farbigen Buchstaben und einer klaren Abdeckung besteht, die den Buchstaben darin „schweben“ lässt. Auch die Tasten selbst sind etwas enger beieinander angeordnet.
Die Bumper und Trigger-Tasten wurden mit einer neuen gebogenen Form überarbeitet, um ihre Ergonomie zu verbessern, da die Finger des Benutzers nun natürlich in einem Winkel auf ihnen liegen, im Gegensatz zum geraderen Design der Xbox-360-Controller. Die Bumper wurden ebenfalls bündig mit den Triggern ausgeführt. Die Trigger selbst haben jetzt ein weicheres Gefühl und wurden präziser gemacht. Jeder Trigger verfügt über unabhängige Rumble-Motoren, die als „Impuls-Trigger“ bezeichnet werden, was es dem Entwickler ermöglicht, richtungsabhängige Vibrationen zu programmieren. Ein Trigger kann zum Vibrieren gebracht werden, wenn eine Waffe abgefeuert wird, oder beide können zusammenarbeiten, um ein Feedback zu erzeugen, das die Richtung eines eingehenden Treffers anzeigt.

## Modelle

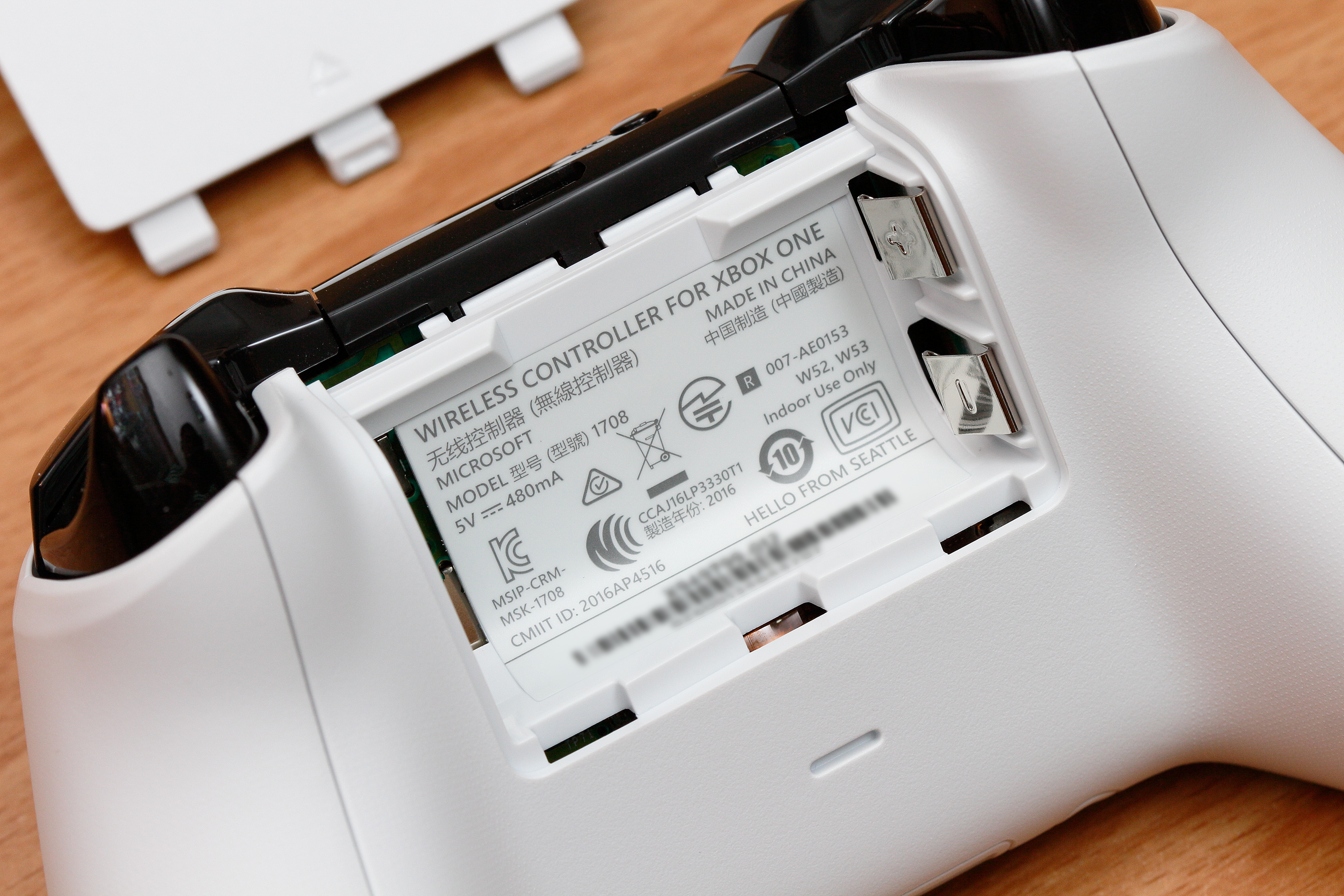
Position der Modellnummer, auf gedrucktem Etikett im Batteriefach. Dies ist der Controller Modell 1708 (Revision 2016).

### Original
Der ursprüngliche Controller, der zusammen mit der Xbox-One-Konsole im November 2013 auf den Markt kam, war schwarz und hatte farbige Tasten auf der Vorderseite. Eine weiße Gedenkvariante wurde zum Start an Microsoft-Mitarbeiter ausgegeben, war aber erst fast ein Jahr später für die Öffentlichkeit erhältlich, zunächst im Paket mit einer passenden weißen Konsole und Sunset Overdrive.

### 2015 (erste) Revision
Am 9. Juni 2015 stellte Microsoft mit dem Modell 1697 eine überarbeitete Version des Standard-Controllers vor. Die Schultertasten wurden neu gestaltet, um die Reaktionsfähigkeit zu verbessern, ein 3,5-mm-Kopfhöreranschluss wurde in der Nähe des Erweiterungsanschlusses des Controllers hinzugefügt und Unterstützung für drahtlose Firmware-Updates wurde hinzugefügt.

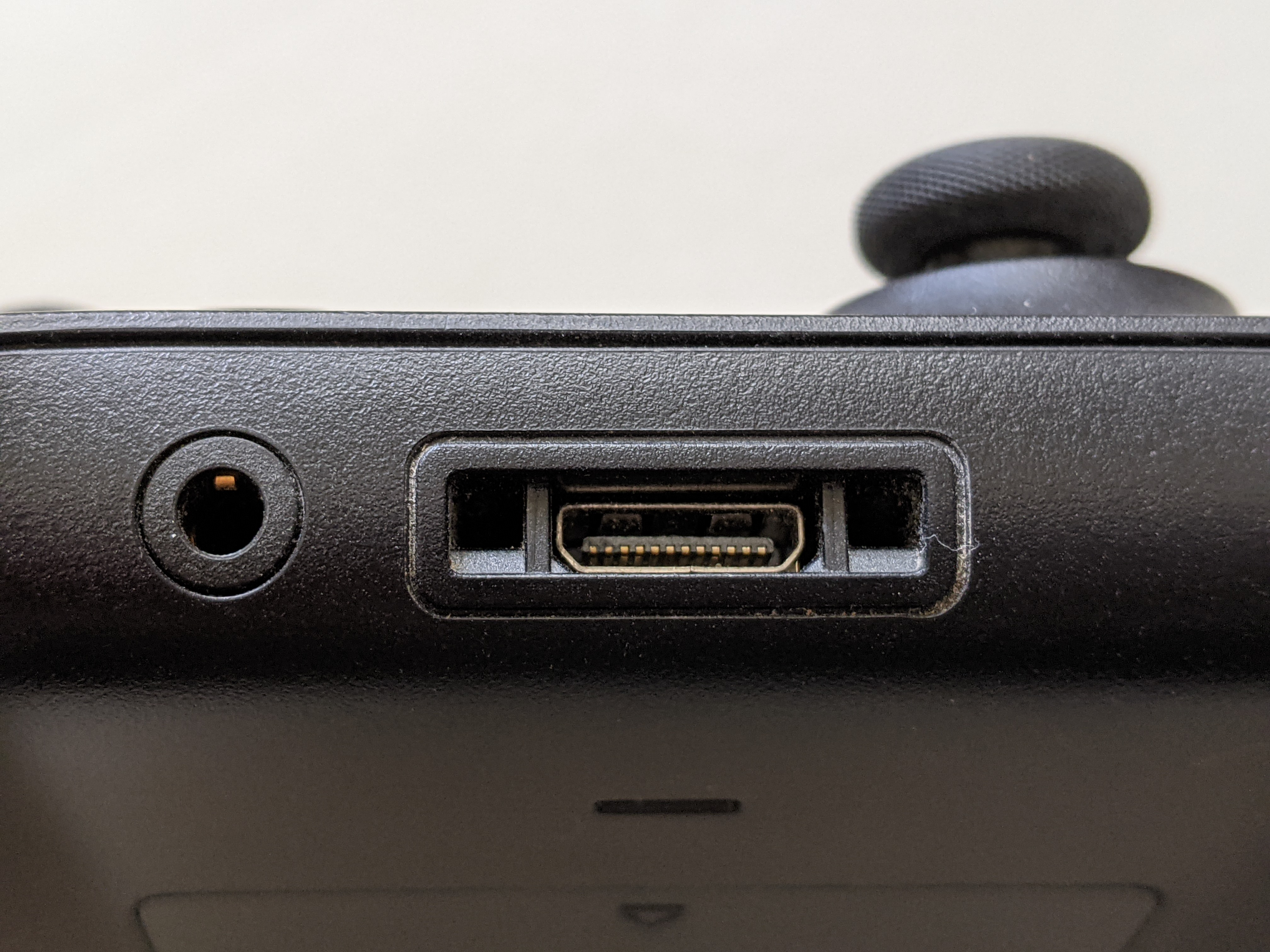
Analoge (3,5 mm) Headset-Buchse (L) und digitale Chatpad/Headset-Adapter-Schnittstelle, Controller-Modell 1697

Äußerlich wurden nur wenige Änderungen vorgenommen; das Hauptunterscheidungsmerkmal der Revision 2015 (Modell 1697) gegenüber dem Original (Modell 1537) ist das Vorhandensein der Kopfhörerbuchse an der Unterseite des Controllers.

### 2016 (zweite) Revision
Eine zweite Revision des Controllers, das Modell 1708, wurde zusammen mit der Xbox One S eingeführt, einem aktualisierten Modell der Xbox-One-Konsole, das im Juni 2016 vorgestellt wurde. Das Modell verfügt über strukturierte Griffe und unterstützt zusätzlich Bluetooth, wodurch es kabellos an Bluetooth-fähigen PCs verwendet werden kann, ohne dass der proprietäre Wireless Adapter benötigt wird. Benutzer können diese Controller-Revision auch über den „Xbox Design Lab“-Service mit Farben ihrer Wahl und einer optionalen Beschriftung mit ihrem Xbox-Live-Bildschirmnamen gegen eine zusätzliche Gebühr bestellen.
Die zweite Revision unterscheidet sich von früheren Fassungen durch die Farbe und Textur des Kunststoffs, der die beleuchtete Xbox-/Guide-Taste umgibt. Frühere Controller-Modelle (1537 und 1697) haben ein separates Teil aus schwarzem, glänzendem Kunststoff, das Modell 1698 „Elite“ hat ebenfalls ein separates Teil in Schwarz, Dunkelrot oder Weiß. Bei der zweiten Revision (Modell 1708) ist die vordere Schale des Controllers einteilig, und der Teil, der die Xbox-Taste umgibt, entspricht nun der Textur und Farbe des Controllers. Es ist in den Farbtönen Weiß, Schwarz, Rot und Blau sowie in weiteren Farben in limitierter Auflage erhältlich.

### 2020 (dritte) Revision

Share-Taste

Eine aktualisierte Revision des Controllers war ab Ende 2020 im Lieferumfang der Xbox Series enthalten. Es hat eine verfeinerte Konstruktion mit einem etwas kleineren Gehäuse, einer „Share“-Taste, einem kreisförmigen, gewölbten D-Pad ähnlich dem Elite Controller und einem USB-C-Anschluss. Es ist kompatibel mit Xbox-One-, Xbox-Series-S- und Xbox-Series-X-Konsolen.
Die dritte Revision ist an dem facettierten D-Pad und der Share-Taste zu erkennen, die sich zwischen den beiden Systemtasten (Menü und Ansicht) auf der Mittelachse des Controllers befindet.

### Zusammenfassung

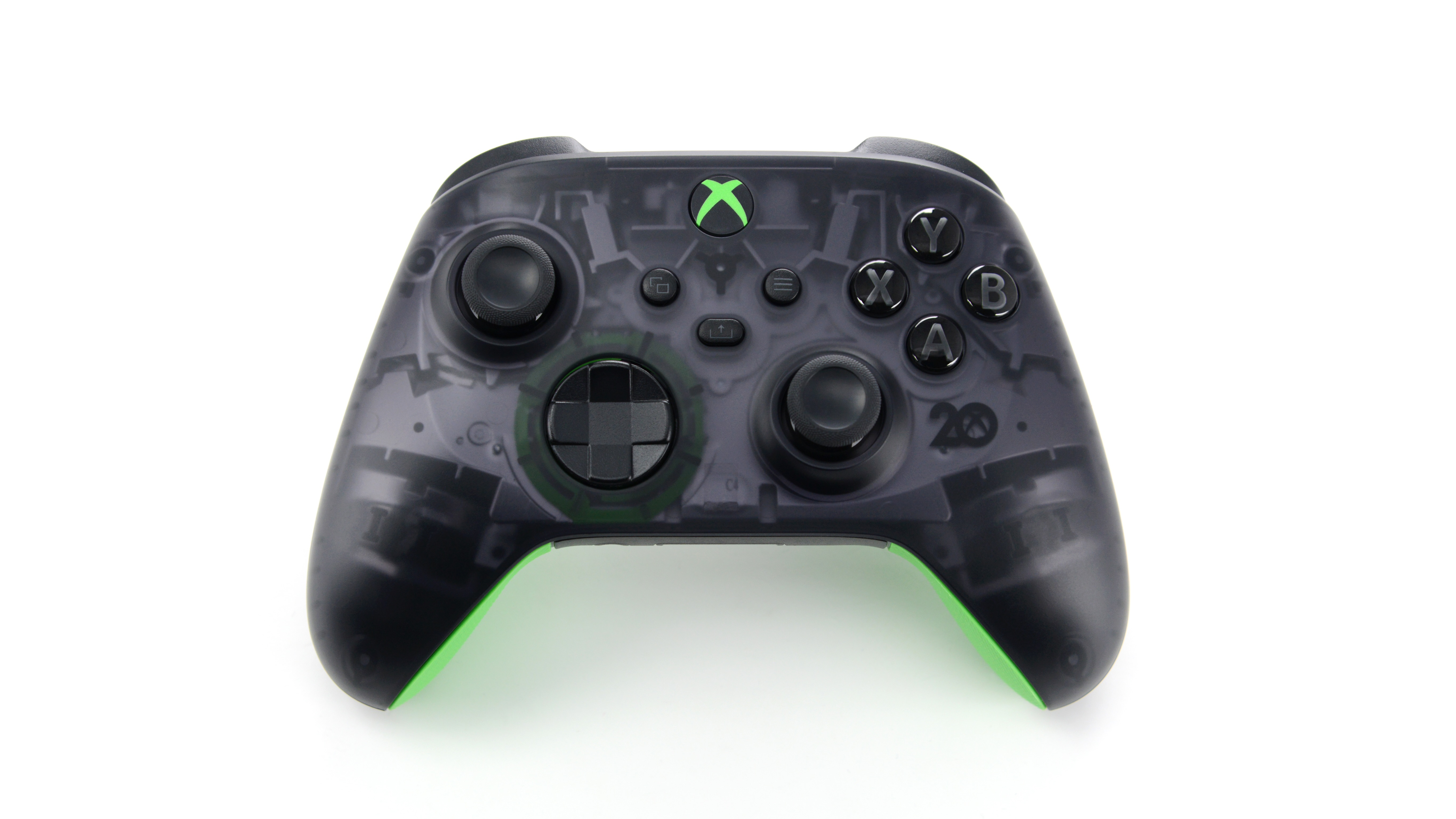
Xbox Wireless Controller der 20 Jahre Xbox Edition.

| Modell         | Einführung | Ende d. Produktion | 3,5 mm Klinke | Bluetooth | USB     | Vorschaubild | Anmerkungen |
| -------------- | ---------- | ------------------ | ------------- | --------- | ------- | ------------ | --- |
| 1537           | 2013       | 2015               | Nein          | Nein      | Micro-B |              | Controller, die mit Launch-Day-Systemen verpackt sind, tragen die Aufschrift „DAY ONE 2013“ mit verchromtem D-Pad. |
| 1697           | 2015       | 2016               | Ja            | Nein      | Micro-B |              | Standard-3,5-mm-Audiobuchse an der Unterseite des Controllers hinzugefügt. Kann Firmware-Updates drahtlos von der Xbox-One-Konsole empfangen. |
| 1698 „Elite“   | 2015       | 2019               | Ja            | Nein      | Micro-B |              | Auswechselbare Thumbsticks und D-Pad; abnehmbare Paddler auf der Unterseite, die die Gesichtstasten duplizieren; gummierter Griff; Trigger-Locks. Das Standard-Farbschema ist schwarz und silber, aber der Elite-Controller war später auch in einer überwiegend roten Sonderedition mit Gears-of-War-4-Branding und in Roboter-Weiß erhältlich.      |
| 1708           | 2016       | —                  | Ja            | Ja        | Micro-B |              | Eingeführt mit der Xbox One S. Unterscheidet sich von früheren Versionen durch die Textur und Farbe des Kunststoffs, der die Xbox-Home-Taste umgibt und nun mit dem Rest des Controller-Gehäuses übereinstimmt. Enthält zusätzlich zum bisherigen proprietären Funkprotokoll eine drahtlose Bluetooth-Verbindung.                                     |
| 1797 „Elite 2“ | 2019       | —                  | Ja            | Ja        | USB-C   |              | Im Vergleich zum 1698 „Elite“ verfügt der „Elite 2“ über eine dritte Abzugssperrposition, eine einstellbare Thumbstickspannung, einen verlängerten Gummigriff (der zur Vorderseite hin umläuft), Bluetooth-Konnektivität und einen internen, wiederaufladbaren Akku.                                                                                  |
| 1914           | 2020       | —                  | Ja            | Ja        | USB-C   |              | Wurde mit den Xbox-Series-Konsolen eingeführt und verfügt über ein etwas kleineres Gehäuse, eine „Share“-Taste, ein flaches, konkaves D-Pad ähnlich dem Elite Controller und einen USB-C-Anschluss. Die neuen Konsolen können mit jedem Xbox One Controller verwendet werden, und bestehende Xbox-One-Konsolen können den neuen Controller verwenden. |

## Farben und Stile
Neben den Standardfarben wurden von Microsoft auch „spezielle“ und „limitierte Editionen“ von Xbox Wireless Controllern mit speziellen Farb- und Designschemata verkauft, die sich manchmal auf bestimmte Spiele beziehen.

## Elite Controller
Am 15. Juni 2015 stellte Microsoft während seiner E3 2015-Pressekonferenz den Xbox One Elite Wireless Controller vor, einen neuen Controller, den Xbox-Abteilungsleiter Phil Spencer als „einen Elite-Controller für den Elite-Gamer“ bezeichnete. Es verfügt über eine Stahlkonstruktion mit einer Soft-Touch-Kunststoffoberfläche, austauschbare hintere Paddle-Tasten (mit kurzen oder langen Formen), analoge Stick-Oberteile (original Xbox-One-Stick, eine konvexe Kuppel und eine verlängerte Version für erhöhte Genauigkeit) und Richtungs-Pad-Designs (entweder das traditionelle Vier-Wege-Design oder ein konkaves, scheibenartiges Design) sowie „Hair-Trigger-Locks“ für die Auslöser, die es dem Benutzer ermöglichen, den für die Registrierung eines Drucks erforderlichen Abstand zu verringern. Über die Software kann der Benutzer die Tasten- und Paddle-Zuordnungen anpassen und die Empfindlichkeit der Trigger und Analogsticks einstellen. Zwei Tastenprofile können einem Schalter am Controller für den schnellen Zugriff zugewiesen werden. Der Elite Controller wurde am 27. Oktober 2015 veröffentlicht.

### Kosmetische Varianten
Während der E3-2016-Pressekonferenz von Microsoft wurde eine spezielle, auf Gears of War 4 zugeschnittene Limited-Edition-Variante des Elite-Controllers enthüllt. Er verfügt über ein rustikales, dunkelrotes Farbschema mit einem Blutspritzer-Effekt und dem Emblem der Serie auf der Rückseite des Controllers sowie eine D-Pad-Scheibe mit Waffensymbolen, die den im Spiel an diese Bedienelemente gebundenen Waffen entsprechen.
Eine weiße Sonderedition des Controllers wurde am 29. August 2018 angekündigt. Obwohl Anfang 2018 ein überarbeiteter Elite-Controller mit funktionalen Änderungen geleakt wurde, war die White Special Edition eine weitere kosmetische Variante des ursprünglichen Elite.

### Series 2

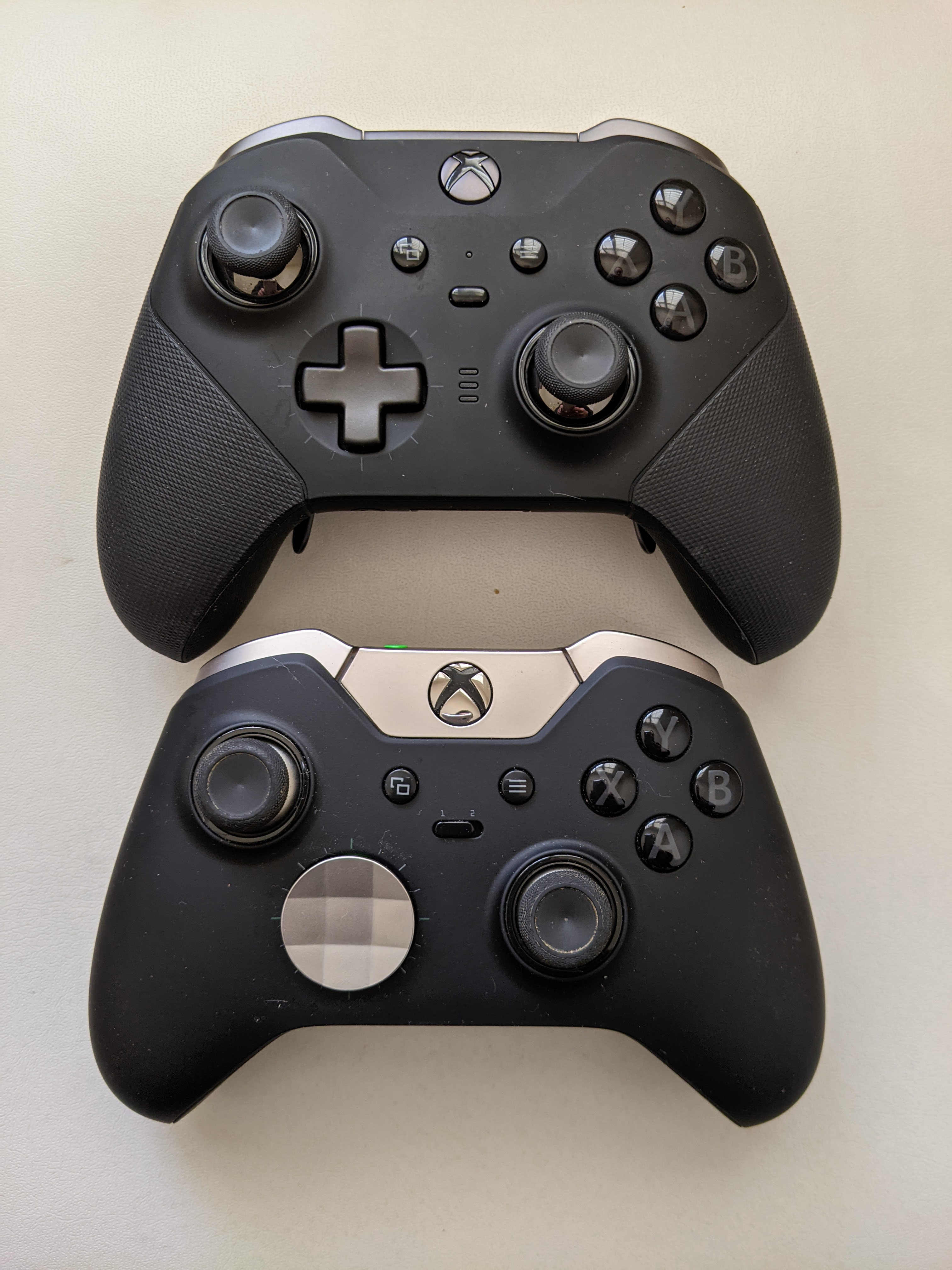
Controller der Series 2 (oben) und Original Elite (unten)

Pläne für eine überarbeitete Version des Elite-Controllers wurden im Januar 2018 geleakt, mit einer Reihe von neuen Funktionen, einschließlich USB-C-Anschluss und anderen Hardware-Verbesserungen wie dreistufige Hair Trigger Locks, einstellbare Spannung für die Thumbsticks, überarbeitete Gummigriffe, drei benutzerdefinierte Profileinstellungen und Bluetooth-Konnektivität, die mit dem überarbeiteten Xbox-One-S-Controller im Jahr 2016 eingeführt worden war.
Auf der E3 2019 kündigte Microsoft an, Vorbestellungen für den Xbox Elite Wireless Controller Series 2 anzunehmen; der Controller ist seit dem 4. November 2019 zu einem empfohlenen Verkaufspreis von 179,99 US-Dollar erhältlich.

## Unterstützung auf anderen Plattformen
Im Juni 2014 wurden Treiber veröffentlicht, mit denen Xbox-One-Controller über eine USB-Verbindung auf PCs mit Windows 7 oder höher verwendet werden können. Der Xbox One Wireless Adapter für Windows ist ein USB-Dongle, mit dem bis zu acht Controller gleichzeitig kabellos genutzt werden können. Bei seiner Veröffentlichung im Oktober 2015 wurde es nur von Windows 10 unterstützt. Treiber für Windows 7 und 8.1 wurden im Dezember 2015 veröffentlicht. Der Adapter wurde im August 2017 mit einem kleineren Formfaktor aktualisiert.
Unter Windows 10 ist die Unterstützung für den Controller integriert, einschließlich der Unterstützung für Wireless-Audio bei Verwendung des Wireless-Dongles oder des USB-Kabels (es wird nicht über Bluetooth unterstützt). Der Controller kann auch über die Xbox Accessories App verwaltet werden, zu deren Funktionen die Tastenbelegung (sowohl für den regulären als auch den Elite-Controller), Eingabetests und Firmware-Updates gehören. Unter Windows 7 oder 8.1 werden Treiber benötigt, und die oben genannten Funktionen sind nicht verfügbar.
Microsoft unterstützt auch Bluetooth-fähige Xbox-One-Controller auf Android, insbesondere die Unterstützung für Minecraft: Gear VR Edition auf bestimmten Samsung-Galaxy-Geräten.
Unter Linux werden Xbox-One-Controller durch den xpad USB-Treiber unterstützt. Es gibt auch einen alternativen xpadneo-Treiber, der einige Controller-Revisionen unterstützt, die vom xpad-Treiber nicht unterstützt werden, sowie zusätzliche Funktionen. Einige dieser zusätzlichen Funktionen, wie zum Beispiel die Treiberunterstützung für die Trigger-Rumble-Motoren, werden unter Windows 10 gar nicht unterstützt.
Im Juni 2019 kündigte Apple die Unterstützung von Bluetooth-fähigen Xbox One Controllern in iOS 13, macOS Catalina und tvOS 13 an, die ab Herbst 2019 verfügbar waren.

## Zubehör

### Stereo-Headset-Adapter
Der Xbox One Stereo-Headset-Adapter ermöglicht die Verwendung von Headsets mit 3,5-Millimeter-Kopfhörerbuchse mit dem originalen Xbox-One-Controller, der keine 3,5-Millimeter-Buchse besitzt. Ein Adapter für 2,5-mm-Kopfhörerbuchsen ist ebenfalls im Lieferumfang enthalten.

### Chatpad
Ein Tastatur-Chatpad-Aufsatz, ähnlich dem Xbox 360 Messenger Kit, wurde auf der Gamescom am 4. August 2015 enthüllt.

### Play and Charge Kit
Ähnlich wie bei der Xbox-360-Version ist das Play and Charge Kit das offizielle Akkupack für Xbox-One- und Xbox-Series-Controller.